# Классический «Доктор Кто» (2-й сезон)
Премьера второго сезона классических серий британского научно-фантастического сериала «Доктор Кто» состоялась 31 октября 1964 года, с выходом на экраны серии «Планета гигантов». Сезон завершился 24 июля 1965 года показом последнего эпизода серии «Вмешивающийся во время».

## Актёрский состав
Актёр Уильям Хартнелл вернулся к роли Доктора, таинственного инопланетного путешественника в пространстве и времени. Данное воплощение этого персонажа впоследствии стало известно как Первый Доктор. С ним путешествуют три спутника: его внучка Сьюзан Форман (Кэрол Энн Форд) и её школьные учителя Барбара Райт (Жаклин Хилл) и Иэн Честертон (Уильям Расселл). Тем не менее, Кэрол Энн Форд покинула проект после выхода серии «Вторжение далеков на Землю», в следующей же серии её заменила Марин О’Брайен в роли Вики. В конце серии «Погоня» в последний раз появились Иэн Честертон и Барбара Райт и впервые появился Стивен в исполнении Питера Пёрвеса.

### Приглашённый
В серии «Вмешивающийся во время» впервые появляется Вмешивающийся монах. Его роль исполнил приглашённый актёр Питер Баттерворт.

## Серии
После выхода на экраны серии «Вторжение далеков на Землю» Деннис Спунер сменил Дэвида Уитакера на посту редактора сценариев. Он редактировал сценарии всех последующих серий сезона, кроме серии «Вмешивающийся во время», редактором которого стал Дональд Тош. Верити Ламберт оставалась в качестве продюсера до конца сезона, Мервин Пинфилд ушёл с поста ассистента продюсера после окончания съёмок серии «Римляне». Согласно планам производственной команды в сезоне должно было быть 40 эпизодов, но впоследствии третий и четвёртый эпизод «Планеты гигантов» было решено объединить в один, в итоге в окончательной версии сезон имеет 39 эпизодов. Обрывки отснятого материала, не использованные при монтаже этих эпизодов, впоследствии были включены в тизер серии 3-го сезона классического сериала, состоящей из единственного эпизода, «Миссия в неизвестное».
Серия «Вмешивающийся во время» стала первым примером сюжета, впоследствии ставшего известным как «псевдоисторический» — действие его происходит в прошлом, и кроме ТАРДИС, Доктора и его спутников, в нём присутствуют и другие элементы фантастики.
2 сезон считается самым полным из всех чёрно-белых сезонов «Доктора Кто», поскольку в нём отсутствуют лишь два эпизода, оба относятся к серии «Крестовый Поход».
| Номер истории | Номер истории в сезоне | Название истории                                             | Название эпизода                                    | Режиссёр                      | Сценарист     | Зрителей (млн) | Индекс оценки (из 100) | Дата выхода в эфир | Произв. код |
| ------------- | ---------------------- | ------------------------------------------------------------ | --------------------------------------------------- | ----------------------------- | ------------- | -------------- | ---------------------- | ------------------ | ----------- |
| 9             | 1                      | «Планета гигантов» («Planet of Giants»)                      | «Планета гигантов» («Planet of Giants»)             | Мервин Пинфилд Дуглас Кэмфилд | Луис Маркс    | 8,4            | 57                     | 31 октября 1964    | J           |
| 9             | 1                      | «Планета гигантов» («Planet of Giants»)                      | «Опасное путешествие» («Dangerous Journey»)         | Мервин Пинфилд Дуглас Кэмфилд | Луис Маркс    | 8,4            | 58                     | 7 ноября 1964      | J           |
| 9             | 1                      | «Планета гигантов» («Planet of Giants»)                      | «Кризис» («Crisis»)                                 | Мервин Пинфилд Дуглас Кэмфилд | Луис Маркс    | 8,9            | 59                     | 14 ноября 1964     | J           |
| 10            | 2                      | «Вторжение далеков на Землю» («The Dalek Invasion of Earth») | «Конец света» («World's End»)                       | Ричард Мартин                 | Терри Нейшн   | 11,4           | 63                     | 21 ноября 1964     | K           |
| 10            | 2                      | «Вторжение далеков на Землю» («The Dalek Invasion of Earth») | «Далеки» («The Daleks»)                             | Ричард Мартин                 | Терри Нейшн   | 12,4           | 59                     | 28 ноября 1964     | K           |
| 10            | 2                      | «Вторжение далеков на Землю» («The Dalek Invasion of Earth») | «День расплаты» («Day of Reckoning»)                | Ричард Мартин                 | Терри Нейшн   | 11,9           | 59                     | 5 декабря 1964     | K           |
| 10            | 2                      | «Вторжение далеков на Землю» («The Dalek Invasion of Earth») | «Конец завтрашнего дня» («The End of Tomorrow»)     | Ричард Мартин                 | Терри Нейшн   | 11,9           | 59                     | 12 декабря 1964    | K           |
| 10            | 2                      | «Вторжение далеков на Землю» («The Dalek Invasion of Earth») | «Пробужденный союзник» («The Waking Ally»)          | Ричард Мартин                 | Терри Нейшн   | 11,4           | 58                     | 19 декабря 1964    | K           |
| 10            | 2                      | «Вторжение далеков на Землю» («The Dalek Invasion of Earth») | «Точка воспламенения» («Flashpoint»)                | Ричард Мартин                 | Терри Нейшн   | 12,4           | 60                     | 26 декабря 1964    | K           |
| 11            | 3                      | «Спасение» («The Rescue»)                                    | «Могущественный враг» («The Powerful Enemy»)        | Кристофер Бэрри               | Дэвид Уитакер | 12             | 57                     | 2 января 1965      | L           |
| 11            | 3                      | «Спасение» («The Rescue»)                                    | «Отчаянные меры» («Desperate Measures»)             | Кристофер Бэрри               | Дэвид Уитакер | 13             | 59                     | 9 января 1965      | L           |
| 12            | 4                      | «Римляне» («The Romans»)                                     | «Работорговцы» («The Slave Traders»)                | Кристофер Бэрри               | Деннис Спунер | 13             | 53                     | 16 января 1965     | M           |
| 12            | 4                      | «Римляне» («The Romans»)                                     | «Все дороги ведут в Рим» («All Roads Lead to Rome») | Кристофер Бэрри               | Деннис Спунер | 11,5           | 51                     | 23 января 1965     | M           |
| 12            | 4                      | «Римляне» («The Romans»)                                     | «Заговор» («Conspiracy»)                            | Кристофер Бэрри               | Деннис Спунер | 10             | 50                     | 30 января 1965     | M           |
| 12            | 4                      | «Римляне» («The Romans»)                                     | «Инферно» («Inferno»)                               | Кристофер Бэрри               | Деннис Спунер | 12             | 50                     | 6 февраля 1965     | M           |
| 13            | 5                      | «Планета-сеть» («The Web Planet»)                            | «Планета-сеть» («The Web Planet»)                   | Ричард Мартин                 | Билл Страттон | 13,5           | 56                     | 13 февраля 1965    | N           |
| 13            | 5                      | «Планета-сеть» («The Web Planet»)                            | «Зарби» («The Zarbi»)                               | Ричард Мартин                 | Билл Страттон | 12,5           | 53                     | 20 февраля 1965    | N           |
| 13            | 5                      | «Планета-сеть» («The Web Planet»)                            | «Бегство от опасности» («Escape to Danger»)         | Ричард Мартин                 | Билл Страттон | 12,5           | 53                     | 27 февраля 1965    | N           |
| 13            | 5                      | «Планета-сеть» («The Web Planet»)                            | «Кратер игл» («Crater of Needles»)                  | Ричард Мартин                 | Билл Страттон | 13             | 49                     | 6 марта 1965       | N           |
| 13            | 5                      | «Планета-сеть» («The Web Planet»)                            | «Вторжение» («Invasion»)                            | Ричард Мартин                 | Билл Страттон | 12             | 48                     | 13 марта 1965      | N           |
| 13            | 5                      | «Планета-сеть» («The Web Planet»)                            | «Центр» («The Centre»)                              | Ричард Мартин                 | Билл Страттон | 11,5           | 42                     | 20 марта 1965      | N           |
| 14            | 6                      | «Крестовый поход» («The Crusade»)                            | «Лев» («The Lion»)                                  | Дуглас Кэмфилд                | Дэвид Уитакер | 10,5           | 51                     | 27 марта 1965      | P           |
| 14            | 6                      | «Крестовый поход» («The Crusade»)                            | «Рыцарь Яффы» (†) («The Knight of Jaffa»)           | Дуглас Кэмфилд                | Дэвид Уитакер | 8,5            | 50                     | 3 апреля 1965      | P           |
| 14            | 6                      | «Крестовый поход» («The Crusade»)                            | «Колесо фортуны» («The Wheel of Fortune»)           | Дуглас Кэмфилд                | Дэвид Уитакер | 9              | 49                     | 10 апреля 1965     | P           |
| 14            | 6                      | «Крестовый поход» («The Crusade»)                            | «Военачальники» (†) («The Warlords»)                | Дуглас Кэмфилд                | Дэвид Уитакер | 9,5            | 49                     | 17 апреля 1965     | P           |
| 15            | 7                      | «Космический музей» («The Space Museum»)                     | «Космический музей» («The Space Museum»)            | Мервин Пинфилд                | Глин Джонс    | 10,5           | 61                     | 24 апреля 1965     | Q           |
| 15            | 7                      | «Космический музей» («The Space Museum»)                     | «Измерения времени» («The Dimensions of Time»)      | Мервин Пинфилд                | Глин Джонс    | 9,2            | 53                     | 1 мая 1965         | Q           |
| 15            | 7                      | «Космический музей» («The Space Museum»)                     | «Поиск» («The Search»)                              | Мервин Пинфилд                | Глин Джонс    | 8,5            | 56                     | 8 мая 1965         | Q           |
| 15            | 7                      | «Космический музей» («The Space Museum»)                     | «Конечная стадия» («The Final Phase»)               | Мервин Пинфилд                | Глин Джонс    | 8,5            | 49                     | 15 мая 1965        | Q           |
| 16            | 8                      | «Погоня» («The Chase»)                                       | «Палачи» («The Executioners»)                       | Ричард Мартин Дуглас Кэмфилд  | Терри Нейшн   | 10             | 57                     | 22 мая 1965        | R           |
| 16            | 8                      | «Погоня» («The Chase»)                                       | «Смерть времени» («The Death of Time»)              | Ричард Мартин Дуглас Кэмфилд  | Терри Нейшн   | 9,5            | 56                     | 29 мая 1965        | R           |
| 16            | 8                      | «Погоня» («The Chase»)                                       | «Полёт через вечность» («Flight Through Eternity»)  | Ричард Мартин Дуглас Кэмфилд  | Терри Нейшн   | 9              | 55                     | 5 июня 1965        | R           |
| 16            | 8                      | «Погоня» («The Chase»)                                       | «Путешествие в террор» («Journey into Terror»)      | Ричард Мартин Дуглас Кэмфилд  | Терри Нейшн   | 9,5            | 54                     | 12 июня 1965       | R           |
| 16            | 8                      | «Погоня» («The Chase»)                                       | «Смерть Доктора Кто» («The Death of Doctor Who»)    | Ричард Мартин Дуглас Кэмфилд  | Терри Нейшн   | 9              | 56                     | 19 июня 1965       | R           |
| 16            | 8                      | «Погоня» («The Chase»)                                       | «Решающая планета» («The Planet of Decision»)       | Ричард Мартин Дуглас Кэмфилд  | Терри Нейшн   | 9,5            | 57                     | 26 июня 1965       | R           |
| 17            | 9                      | «Вмешивающийся во время» («The Time Meddler»)                | «Наблюдатель» («The Watcher»)                       | Дуглас Кэмфилд                | Деннис Спунер | 8,9            | 57                     | 3 июля 1965        | S           |
| 17            | 9                      | «Вмешивающийся во время» («The Time Meddler»)                | «Вмешивающийся монах» («The Meddling Monk»)         | Дуглас Кэмфилд                | Деннис Спунер | 8,8            | 49                     | 10 июля 1965       | S           |
| 17            | 9                      | «Вмешивающийся во время» («The Time Meddler»)                | «Битва умов» («A Battle of Wits»)                   | Дуглас Кэмфилд                | Деннис Спунер | 7,7            | 53                     | 17 июля 1965       | S           |
| 17            | 9                      | «Вмешивающийся во время» («The Time Meddler»)                | «Поражение» («Checkmate»)                           | Дуглас Кэмфилд                | Деннис Спунер | 8,3            | 54                     | 24 июля 1965       | S           |

## Производство
В рамках первого производственного блока были сняты лишь первые две серии, которые и были запущены в рамках второго сезона . В августе 1964 года Верити Ламберт настояла на увеличении количества эпизодов. поскольку гарантировался выход лишь тринадцати эпизодов. Поскольку 9 из них уже должны были выйти как «Планета гигантов» и «Вторжение далеков на Землю», в запасе оставалось лишь четыре эпизода, что с точки зрения продюсера было недостаточно, чтобы сохранить основной актёрский состав, а, тем более, исключить из него Кэрол Энн Форд. В интересах актёров и их агентов было решено добавить ещё 13 эпизодов. В последний день съёмок второй серии пришло подтверждение, что всего во втором производственном блоке будет снято не 13, а 26 эпизодов, что, таким образом, увеличило количество эпизодов в сезоне до 39.

## Утраченные эпизоды
- «Крестовый поход» — утрачены эпизоды 2 и 4 (из 4). Восстановлены в виде фанатских реконструкций.

## DVD и Blu-Ray
| Серия                                                                           | Количество и продолжительность эпизодов | Регион 2             | Регион 4             | Регион 1              |
| ------------------------------------------------------------------------------- | --------------------------------------- | -------------------- | -------------------- | --------------------- |
| «Планета гигантов»                                                              | 3 × 25 мин.                             | 20 августа 2012 года | 5 сентября 2012 года | 11 сентября 2012 года |
| «Вторжение далеков на Землю»                                                    | 6 × 25 мин.                             | 9 июня 2003 года     | 13 августа 2003 года | 7 октября 2003 года   |
| Спасение/Римляне: «Спасение» (2 эпизода) «Римляне» (4 эпизода)                  | 6 × 25 мин.                             | 23 февраля 2009 года | 2 апреля 2009 года   | 7 июля 2009 года      |
| «Планета-сеть»                                                                  | 6 × 25 мин.                             | 3 октября 2005 года  | 3 ноября 2005 года   | 5 сентября 2005 года  |
| Космический музей/Погоня: «Космический музей» (4 эпизода) «Погоня» (6 эпизодов) | 10 × 25 мин.                            | 1 марта 2010 года    | 6 мая 2010 года      | 6 июля 2010 года      |
| «Вмешивающийся во время»                                                        | 4 × 25 мин.                             | 4 февраля 2008 года  | 2 апреля 2008 года   | 5 августа 2008 года   |

Затерянные во времени
Все серии, эпизоды которых утеряны, включая серии этого сезона, были объединены в единое коллекционное издание «Затерянные во времени». В регионе 1 издание выходило в двух форматах: в виде двух независимых томов (для эпизодов серий с Первым и Вторым Докторами соответственно) и в виде единого сборника. В Регионах 2 и 4 доступен только в виде единого сборника.
| Серия                                                          | Количество и продолжительность эпизодов | Регион 2           | Регион 4                             | Регион 1           |
| -------------------------------------------------------------- | --------------------------------------- | ------------------ | ------------------------------------ | ------------------ |
| «Крестовый поход»(эпизоды 1 и 3, а также аудио эпизодов 2 и 4) | 6 × 25 мин. 2 аудио × 25 мин.           | 1 ноября 2004 года | 2 декабря 2004 года 1 июля 2010 года | 2 ноября 2004 года |

## Книги
| Серия                        | Адаптация                                 | Автор            | Впервые опубликована |
| ---------------------------- | ----------------------------------------- | ---------------- | -------------------- |
| «Планета гигантов»           | «Планета гигантов»                        | Терренс Дикс     | 1990                 |
| «Вторжение далеков на Землю» | «Доктор Кто и Вторжение далеков на Землю» | Терренс Дикс     | 1977                 |
| «Спасение»                   | «Спасение»                                | Ян Мартер        | 1988                 |
| «Римляне»                    | «Римляне»                                 | Дональд Коттон   | 1987                 |
| «Планета-сеть»               | «Доктор Кто и Зарби»                      | Билл Страттон    | 1965                 |
| «Крестовый поход»            | «Доктор Кто и Крестоносцы»                | Дэвид Уитакер    | 1965                 |
| «Космический музей»          | «Космический музей»                       | Глин Джонс       | 1987                 |
| «Погоня»                     | «Погоня»                                  | Джон Пил         | 1989                 |
| «Вмешивающийся во время»     | «Вмешивающийся во время»                  | Найджел Робинсон | 1988                 |

### Комментарии
1. ↑  В начале производства сериала каждый эпизод имел собственное название и общее название серии не показывалось на экране. Сейчас, спустя много лет, уже сложно отличить официальные названия из справочной службы BBC и названия, придуманные фанатами.
2. ↑  Здесь и далее пометкой (†) обозначены эпизоды, сохранившиеся только в кадрах и аудио